# Ruapuke Island
Die Ruapuke Island ist eine Insel südlich der Südinsel von Neuseeland.

## Geographie
Die Insel befindet sich rund 18 km südöstlich von Bluff, das im Süden der Südinsel gelegen ist und 28 km nordöstlich von Stewart Island sowie am östlichen Ende der Foveaux Strait. Die Insel misst rund 7,3 km in Nord-Süd-Richtung und rund 6,4 km in Westsüdwest-Ostnordost-Richtung und umfasst eine Fläche von 16 km². Das Zentrum der Insel ist flach und erreicht eine Höhe von 41 m. Einige Erhebungen befinden sich an den Nord-, Süd- und Westenden der Insel. North Head, das Nordende der Insel, ist eine vorspringende Klippe, die sich 64 m hoch erhebt und nahe dem westlichen Ende erreicht die Insel mit 64 m die gleiche Höhe.
Ruapuke Island ist von kleinen Insel bzw. Felseninsel umgeben. Die größte dieser Inseln befindet sich mit Green Island rund 2 km östlich.
Auf der Insel befinden sich vier Lagunen:
- Waitokariro Lagoon, im Südwesten mit 22,4 Hektar Fläche
- Moana Pūtakitaki Lagoon, im Osten mit 11 Hektar Fläche
- Te Awatuiau Lagoon, im Westen mit zwischen 14 und 4,3 Hektar Fläche, je nach Wasserstand
- Tauatemaku Lagoon, im Süden mit 4,5 Hektar Fläche[2]

## Geschichte
Ruapuke war früher die Heimat von 200 Māori, heute ist sie unbewohnt. Anfang des 19. Jahrhunderts befand sich hier die zahlenmäßig stärkste Māori-Siedlung des südlichen Neuseelands. Sie gehörten zu den Ngai Tahu unter Häuptling Tuhawaiki (“Bloody Jack”).
Eine Missionsstation wurde im Mai 1844 von zwei deutschen reformierten Missionaren, darunter Johann Friedrich Heinrich Wohlers, auf Ruapuke errichtet. Die Missionare lehrten die Māori Ackerbau und Schafzucht, so dass später sogar erhebliche Überschüsse auf die Hauptinseln verkauft werden konnten.
Die Insel wurde von James Cook am 6. März 1770 Bench Island getauft, erhielt später aber wieder ihren Māori-Namen zurück. Bench Island ist heute eine Insel weiter südwestlich direkt vor Stewart Island.

## Flora und Fauna
Ruapuke ist zum Teil mit verkrüppelten Bäumen, teils mit Buschwerk bewachsen.

## Nutzung
Die Insel ist Privateigentum und wird zum Teil zur Schafzucht genutzt.